# Revolution (låt, 1968)
Revolution (Lennon-McCartney) är en låt av The Beatles från 1968. Låten är tillkommen under den europeiska studentrevoltens sommar 1968 och spelar Beatles syn på revolution och politisk radikalism. Det är huvudsakligen John Lennons komposition. I texten säger han bland annat att den som går och bär på bilder av ordförande Mao inte kommer att åstadkomma något.

## Låten och inspelningen
Låten finns på skiva i två versioner med The Beatles. Den första var en rockversion som kom på B-sida på singeln Hey Jude den 26 augusti 1968 i USA och den 30 augusti 1968 i Storbritannien. (Det var den första singeln på den nya etiketten Apple - i Sverige kom den dock ut på den traditionella etiketten Parlophone). Förutom The Beatles medverkar Nicky Hopkins på elpiano.
Den andra versionen är lugnare och kallas Revolution 1 på den vita dubbel-LP:n The Beatles, som släpptes den 22 november 1968. (En experimentellt avantgardistisk fortsättning på denna finns också på denna LP med namnet Revolution 9.)
Den lugnare versionen är dock inspelad först - med början den 30 maj och senare överdubbningar den 31 maj, 4 juni och 21 juni 1968. Den snabba versionen är inspelad den 10-12 juli 1968 (enligt vissa källor 9-12 juli).
Beatles gjorde också en promotionsfilm - föregångare till musikvideo för Revolution. Gruppen framträder med instrument men låtsas enbart spela. Däremot sjunger de live - s.k. songback - eftersom BBC vägrade spela inslag med ren playback. Nicky Hopkins syns dock inte i bild.
Det finns en del skillnader i texten. På den snabba versionen sjunger John Lennon (angående användandet av våld som politiskt medel) ”count me out” medan han på den långsammare versionen sjöng ”count me out… in.”